# جويس هيملو
جويس هيملو (بالإنجليزية: Joyce Hemlow)‏‏ (31 يوليو 1906 - 3 سبتمبر 2001 ) كاتِبة، وأكاديمية من كندا.

## التعليم
تعلمت جويس هيملو في:
- كلية رادكليف
- جامعة هارفارد
- جامعة كوينز

## الجوائز
حصلت جويس هيملو على الجوائز الآتية:
- زمالة غوغنهايم
- الجائزة التذكارية لجيمس تايت بلاك [الإنجليزية]‏
- زمالة الجمعية الملكية الكندية